# Rajd Monte Carlo 2012

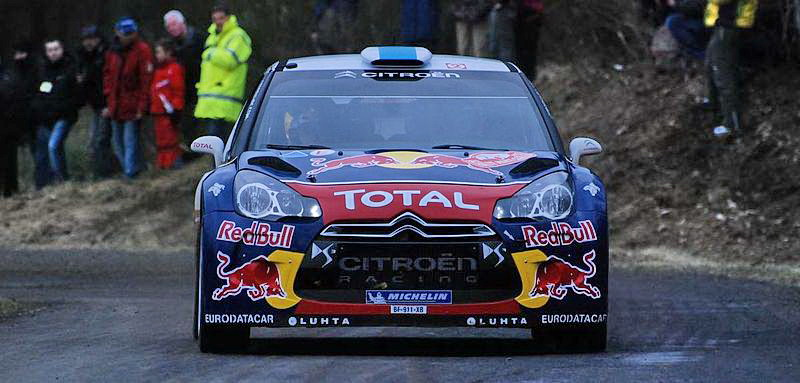
Mikko Hirvonen podczas rajdu

Rajd Monte Carlo był 1. rundą Rajdowych Mistrzostw Świata 2012. Rajd odbył się w dniach 18–22 stycznia, jego bazą było Monte Carlo. Rajd był także 1. rundą Mistrzostw Świata Samochodów S2000 (SWRC) oraz Mistrzostw Świata Samochodów Produkcyjnych (PWRC).
Rajd wygrał Sébastien Loeb, była to jego 68. wygrana w karierze, 6. w rajdzie Monte Carlo. Drugie miejsce zajął Dani Sordo, a trzeci był Petter Solberg, który debiutował za kierownicą Forda Fiesty WRC.
Impreza powróciła do Rajdowych Mistrzostw Świata po trzyletniej przerwie. Zaplanowano 18 odcinków specjalnych o łącznej długości 433,36 km. Rajd trwał pięć dni.

## Klasyfikacja ostateczna
| Msc.     | Kierowca          | Pilot               | Samochód                   | Czas      | Strata    | Grupa | Punkty |
| -------- | ----------------- | ------------------- | -------------------------- | --------- | --------- | ----- | ------ |
| 1.       | Sébastien Loeb    | Daniel Elena        | Citroën DS3 WRC            | 4:32:39.9 | 0.0       | WRC M | 28     |
| 2.       | Dani Sordo        | Carlos del Barrio   | Mini John Cooper Works WRC | 4:35:25.4 | 2:45.5    | WRC M | 18     |
| 3.       | Petter Solberg    | Chris Patterson     | Ford Fiesta RS WRC         | 4:35:54.1 | 3:14.2    | WRC M | 15     |
| 4.       | Mikko Hirvonen    | Jarmo Lehtinen      | Citroën DS3 WRC            | 4:36:46.7 | 4:06.8    | WRC M | 14     |
| 5.       | Jewgienij Nowikow | Denis Giraudet      | Ford Fiesta RS WRC         | 4:38:43.3 | 6:03.4    | WRC M | 11     |
| 6.       | François Delecour | Dominique Savignoni | Ford Fiesta RS WRC         | 4:40:27.8 | 7:47.9    | WRC   | 8      |
| 7.       | Pierre Campana    | Sabrina de Castelli | Mini John Cooper Works WRC | 4:41:11.3 | 8:31.4    | WRC M | 6      |
| 8.       | Ott Tänak         | Kuldar Sikk         | Ford Fiesta RS WRC         | 4:43:14.5 | 10:34.6   | WRC M | 4      |
| 9.       | Martin Prokop     | Zdeněk Hrůza        | Ford Fiesta RS WRC         | 4:48:50.6 | 16:10.7   | WRC   | 2      |
| 10.      | Armindo Araújo    | Miguel Ramalho      | Mini John Cooper Works WRC | 4:48:56.5 | 16:16.6   | WRC   | 1      |
| SWRC     |                   |                     |                            |           |           |       |        |
| 1. (14.) | Craig Breen       | Gareth Roberts      | Ford Fiesta S2000          | 4:57:06.2 | 0.0       | 2     | 25     |
| PWRC     |                   |                     |                            |           |           |       |        |
| 1. (30.) | Michał Kościuszko | Maciej Szczepaniak  | Mitsubishi Lancer Evo X    | 5:35:14.8 | 0.0       | 3     | 25     |
| 2. (54.) | Louise Cook       | Stefan Davis        | Ford Fiesta ST             | 7:02:39.6 | 1:27:24.8 | 8     | 18     |

1. ↑  Litera M przy oznaczeniu grupy do której należy samochód oznacza, iż tylko ci kierowcy zdobywali punkty dla swoich zespołów liczonych w klasyfikacji producentów na koniec sezonu.

### Odcinki specjalne
| Dzień           | Odcinek | Godz. rozp. | Nazwa                                              | Długość  | Zwycięzca          | Czas    | Średnia prędkość | Lider rajdu        |
| --------------- | ------- | ----------- | -------------------------------------------------- | -------- | ------------------ | ------- | ---------------- | ------------------ |
| 1 (18 stycznia) | OS1     | 9:03        | Le Moulinon – Antraigues 1                         | 36,87 km | Sébastien Loeb     | 24:04.0 | 91,92 km/h       | Sébastien Loeb     |
| 1 (18 stycznia) | OS2     | 10:21       | Burzet – St Martial 1                              | 30,48 km | Jari-Matti Latvala | 21:28.2 | 85,18 km/h       | Jari-Matti Latvala |
| 1 (18 stycznia) | OS3     | 14:21       | Le Moulinon – Antraigues 2                         | 36,87 km | Sébastien Loeb     | 23:47.0 | 93,01 km/h       | Jari-Matti Latvala |
| 1 (18 stycznia) | OS4     | 16:20       | Burzet – St Martial 2                              | 30,48 km | Sébastien Loeb     | 20:18.2 | 90,07 km/h       | Sébastien Loeb     |
| 2 (19 stycznia) | OS5     | 9:33        | Labatie D'Andaure – Lalouvesc 1                    | 19,00 km | Sébastien Loeb     | 11:22.5 | 100,22 km/h      | Sébastien Loeb     |
| 2 (19 stycznia) | OS6     | 10:14       | St. Bonnet – St. Julien Molhesabate – St. Bonnet 1 | 25,22 km | Sébastien Loeb     | 12:37.7 | 119,83 km/h      | Sébastien Loeb     |
| 2 (19 stycznia) | OS7     | 11:37       | Lamastre – Gilhoc – Alboussière 1                  | 21,66 km | Sébastien Loeb     | 13:41.8 | 94,88 km/h       | Sébastien Loeb     |
| 2 (19 stycznia) | OS8     | 14:50       | Labatie D'Andaure – Lalouvesc 2                    | 19,00 km | Dani Sordo         | 11:14.9 | 101,35 km/h      | Sébastien Loeb     |
| 2 (19 stycznia) | OS9     | 15:31       | St. Bonnet – St. Julien Molhesabate – St. Bonnet 2 | 25,22 km | Sébastien Loeb     | 12:29.6 | 121,12 km/h      | Sébastien Loeb     |
| 2 (19 stycznia) | OS10    | 16:54       | Lamastre – Gilhoc – Alboussière 2                  | 21,66 km | Sébastien Loeb     | 14:00.6 | 92,76 km/h       | Sébastien Loeb     |
| 3 (20 stycznia) | OS11    | 10:02       | St-Jean-en-Royans – Font d'Urle                    | 23,28 km | Petter Solberg     | 12:08.6 | 115,03 km/h      | Sébastien Loeb     |
| 3 (20 stycznia) | OS12    | 10:43       | Cimetiere de Vassieux – Col de Gaudissart          | 24,13 km | Mikko Hirvonen     | 15:47.7 | 91,66 km/h       | Sébastien Loeb     |
| 3 (20 stycznia) | OS13    | 15:11       | Montauban-sur-l'Ouvèze – Eygalayes                 | 29,89 km | Mikko Hirvonen     | 17:08.7 | 104,60 km/h      | Sébastien Loeb     |
| 4 (21 stycznia) | OS14    | 15:11       | Moulinet – La Bollène Vésubie 1                    | 23,41 km | Mikko Hirvonen     | 15:38.4 | 89,81 km/h       | Sébastien Loeb     |
| 4 (21 stycznia) | OS15    | 15:54       | Lantosque – Lucéram 1                              | 18,81 km | Petter Solberg     | 12:57.0 | 87,15 km/h       | Sébastien Loeb     |
| 4 (21 stycznia) | OS16    | 19:34       | Moulinet – La Bollène Vésubie 2                    | 23,41 km | Petter Solberg     | 15:45.5 | 89,13 km/h       | Sébastien Loeb     |
| 4 (21 stycznia) | OS17    | 21:17       | Lantosque – Lucéram 2                              | 18,81 km | Petter Solberg     | 13:05.8 | 86,17 km/h       | Sébastien Loeb     |
| 5 (22 stycznia) | OS18    | 10:11       | Ste Agnès – Col de la Madone (Power stage)         | 5,16 km  | Sébastien Loeb     | 3:27.8  | 89,39 km/h       | Sébastien Loeb     |

### Power Stage
| Miejsce | Kierowca          | Czas   | Różnica | Średnia prędkość | Punkty |
| ------- | ----------------- | ------ | ------- | ---------------- | ------ |
| 1       | Sébastien Loeb    | 3:27.8 | 0.0     | 89,39 km/h       | 3      |
| 2       | Mikko Hirvonen    | 3:29.0 | +1.2    | 88,88 km/h       | 2      |
| 3       | Jewgienij Nowikow | 3:30.4 | +2.6    | 88,29 km/h       | 1      |

## Klasyfikacja po 1 rundzie

### Kierowcy
| Lp. | Kierowca          | Pkt |
| --- | ----------------- | --- |
| 1   | Sébastien Loeb    | 28  |
| 2   | Dani Sordo        | 18  |
| 3   | Petter Solberg    | 15  |
| 4   | Mikko Hirvonen    | 14  |
| 5   | Evgeny Novikov    | 11  |
| 6   | François Delecour | 8   |
| 7   | Pierre Campana    | 6   |
| 8   | Ott Tänak         | 4   |
| 9   | Martin Prokop     | 2   |
| 10  | Armindo Araújo    | 1   |

### Producenci
| Lp. | Producent                             | Pkt |
| --- | ------------------------------------- | --- |
| 1   | Citroën Total World Rally Team        | 37  |
| 2   | Mini WRC Team                         | 26  |
| 3   | M-Sport Stobart Ford World Rally Team | 16  |
| 4   | Ford World Rally Team                 | 15  |
| 5   | Armindo Araújo World Rally Team       | 4   |
| 6   | Palmeirinha Rally                     | 2   |